# Misanthropy Records
 Der er for få eller ingen kildehenvisninger i denne artikel, hvilket er et problem. Du kan hjælpe ved at angive troværdige kilder til de påstande, som fremføres i artiklen.

Misanthropy Records var et britisk pladeselskab som udgav album fra flere black metal-bands op gennem 1990'erne.
Det blev grundlagt i 1993 af Tiziana Stupia, oprindeligt kun for at udgive Burzum-albummet Hvis Lyset Tar Oss. Efter Varg Vikernes i august 1993 blev arresteret for mordet på Mayhem-guitaristen (og pladeselskabsejeren) Øystein Aarseth ønskede ingen pladeselskaber at skrive kontrakt med ham. Han forsøgte selv at udgive albummet, men konkluderede at det var for svært at køre en verdensomspændende pladeforretning fra en fængselscelle. Stupia, som var fan af Burzum, var vred over denne situation, og kontaktede flere pladeselskaber i et forsøg på at få dem til at udgive albummet, men uden held. I sidste ende besluttede hun sig for at stifte sit eget pladeselskab, Misanthropy Records.
Selskabet skrev kontrakt med Vikernes, og udgav snart efter deres første plade. Modtagelsen var så positiv at Stupia besluttede sig for at fortsætte med selskabet. Yderligere to Burzum-album, såvel som hele Burzums bagkatalog, blev udgivet, og selskabet skrev også kontrakt med flere andre bands, deriblandt In the Woods... og Ved Buens Ende.
Firmaet lukkede ned i 2000, da Stupia ønskede at fokusere mere på sin karriere som hedensk præstinde. Dele af selskabets katalog blev solgt til Candlelight.

## Bands
- Arcturus
- Beyond Dawn
- Burzum
- Fleurety
- In the Woods...
- Katatonia
- Madder Mortem
- Mayhem
- Monumentum
- Primordial
- Solstice
- Ved Buens Ende